# Montchevrier
Montchevrier är en kommun i departementet Indre i regionen Centre-Val de Loire i de centrala delarna av Frankrike. Kommunen ligger i kantonen Aigurande som tillhör arrondissementet La Châtre. År 2022 hade Montchevrier 448 invånare.

## Befolkningsutveckling
Antalet invånare i kommunen Montchevrier
Referens:INSEE